# Grant Nicholas
Grant Nicholas (* 12. listopadu 1967) je velšský rockový zpěvák a kytarista.

## Život
Narodil se v jihovelšském Newportu, ale vyrůstal ve vesnici Pwllmeyric. Docházel na monmouthskou školu, kde také ve svých jedenácti letech poprvé veřejně vystupoval. Nejprve hrál na trubku, později přešel ke kytaře. Jeho první skupina se jmenovala Sweet Leaf. Nejčastěji hrál na kytaru Fender Jazzmaster. Později se usadil v Londýně, kde se v devatenácti letech stal členem progresivní rockové skupiny Multi-Story, se kterou vydal album Through Your Eyes. V roce 1992 založil skupinu Feeder a v letech 2009 až 2010 působil v projektu Renegades. V roce 2014 vydal své první sólové album s názvem Yorktown Heights.